# Christkönigkirche (Reetz)
Die römisch-katholische Christkönigkirche (polnisch Kościół Chrystusa Króla), vormals St. Katharina, ist die Pfarrkirche von Recz (Reetz) in Hinterpommern.

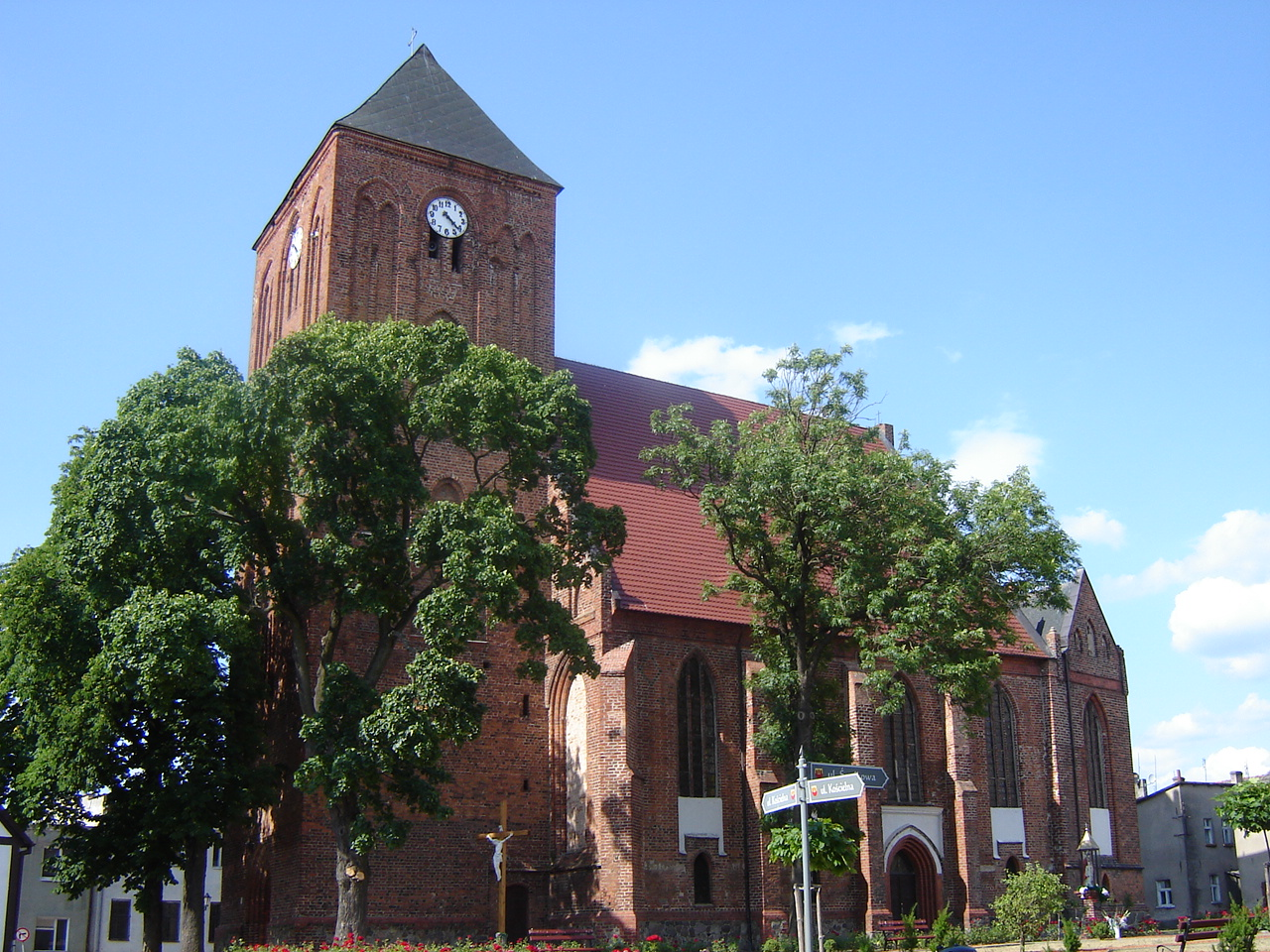
Christkönigkirche Reetz

## Geschichte
Die Kirche in Reetz ist 1296 ersterwähnt, als die Markgrafen Otto, Konrad und Heinrich das Patronatsrecht den dortigen Zisterziensern übertrugen. Die Ersterwähnung bezieht sich aber auf einen Vorgängerbau. Der heutige Bau entstand wahrscheinlich nach einem Brand, dem die Stadt 1340 zum Opfer fiel. Als Vollendungsdatum wird das Jahr 1355 angenommen, Gewölbe und Turm stammen aus späterer Zeit.

## Bauwerk
Die Kirche ist eine dreischiffige und vierjochige Hallenkirche mit einem einschiffigen Chor im 5/8-Schluss. Der Kirchturm im Westen ist ein annähernd quadratisch. Das Mittelschiff hat querrechteckige Joche, die Seitenschiffe quadratische Joche. Die Arkaden sind von massiven Achteckpfeilern getragen. Das System der Wandgliederung beruht auf rechteckigen Wandvorlagen mit wulstartigen Diensten und gefasten Kanten, die in Schildbögen übergehen, wobei die Wandstruktur eingeschossig angelegt ist. Lediglich im Chor findet sich eine durch einen etwas vortretenden unteren Wandbereich leicht angedeutete Zweizonigkeit. Die Fenster des Chorpolygons nehmen die maximale Wandbreite ein, getrennt lediglich durch Lisenen und Schildbögen. Der Baustil ist stark standardisiert mit dem vereinheitlichten Wandgliederungssystem, vereinfachter Pfeilergestalt, Reduzierung der Profile auf Fasen und Abtreppungen, und die Verwendung identischer Profilsteine am gesamten Bau.